# Igor Chochrjakow
Igor Chochrjakow (russisch Игорь Хохряков, wiss. Transliteration Igor' Chochrjakov; * 25. Januar 1965 in Tschussowoi, Sowjetunion) ist ein ehemaliger belarussischer Biathlet.
Igor Chochrjakow wurde in Russland geboren, startete aber wegen der besseren sportlichen Möglichkeiten nach der Auflösung der Sowjetunion für Belarus. Seine ersten Rennen im Weltcup bestritt er in der Saison 1992/93 und erreichte sogleich in seinem ersten Einzel in Pokljuka mit Rang sechs nicht nur eine erste einstellige, sondern zugleich eine seiner besten internationalen Platzierungen. Er nahm bis 1995 regelmäßig am Weltcup teil, konnte jedoch nicht ebenso regelmäßig nennenswerte Ergebnisse erreichen. Erste internationale Meisterschaft wurden die Weltmeisterschaften 1993 in Borowez, bei denen Chochrjakow 26. des Sprintrennens wurde und im Staffelrennen als Startläufer an der Seite von Wadim Saschurin, Alexander Popow und Wiktor Maigurow als Viertplatzierter nur um einen Rang eine Medaille verpasste. Bei den erstmals ausgetragenen Europameisterschaften im Jahr 1994 in Kontiolahti gewann er mit Dsmitryj Krywel, Gennadi Karpinkin und Jauhen Redskin hinter den Vertretungen aus Russland und Polen die Bronzemedaille im Staffelrennen. Zum Karrierehöhepunkt wurden die Olympischen Winterspiele 1994 von Lillehammer. Chochrjakow wurde in Norwegen 45. des Sprints und verpasste mit Wiktor Maigurow, Aleh Ryschankou und Alexander Popow erneut als Viertplatzierter nur um einen Rang eine Medaille. Diese gewann er schließlich bei den Weltmeisterschaften 1995 in Antholz, als er mit Popow, Ryschankou und Saschurin hinter Deutschland und Frankreich die Bronzemedaille mit der Staffel gewann. Zudem wurde er 21. des Einzels. Bei den 1995 in Le Grand-Bornand wurde Chochrjakow erfolgreichster Teilnehmer. Er gewann das Einzel vor Alexander Popow und Holger Schönthier und gewann zudem im Staffelrennen mit Popow, Ryschankou und Saschurin als Startläufer den Titel.

## Biathlon-Weltcup-Platzierungen
Die Tabelle zeigt alle Platzierungen (je nach Austragungsjahr einschließlich Olympische Spiele und Weltmeisterschaften).
- 1.–3. Platz: Anzahl der Podiumsplatzierungen
- Top 10: Anzahl der Platzierungen unter den ersten zehn (einschließlich Podium)
- Punkteränge: Anzahl der Platzierungen innerhalb der Punkteränge (einschließlich Podium und Top 10)
- Starts: Anzahl gelaufener Rennen in der jeweiligen Disziplin

| Platzierung                                              | Einzel | Sprint | Verfolgung | Massenstart | Staffel | Gesamt |
| -------------------------------------------------------- | ------ | ------ | ---------- | ----------- | ------- | ------ |
| 1. Platz                                                 |        |        |            |             |         |        |
| 2. Platz                                                 |        |        |            |             |         |        |
| 3. Platz                                                 |        |        |            |             | 1       | 1      |
| Top 10                                                   | 4      |        |            |             | 3       | 7      |
| Punkteränge                                              | 6      | 3      |            |             | 3       | 12     |
| Starts                                                   | 12     | 13     |            |             | 3       | 28     |
| Stand: Karriereende, Daten möglicherweise nicht komplett |        |        |            |             |         |        |